# Deaf West Theatre
La compagnie Deaf West Theatre est une compagnie de culture sourde basée à North Hollywood, Californie, en servant de modèle pour les sourds en théâtre dans le monde entier. Deaf West Theatre est fondée pour enrichir la culture de 1,2 million de sourds et malentendants de personnes qui vivent dans la région de Los Angeles. 
Fondée en 1989 par Bob Hiltermann[réf. nécessaire] et Irene Oppenhiem, il a été à l'origine appelé “Fountain Theatre of the Deaf”, parce que leur premier lieu a été le Fountain Theatre situé à Hollywood. Parmi les premiers participants se trouvaient Ed Waterstreet[réf. nécessaire], CJ Jones, Anthony Natale, Terrylene Sacchetti, Richard Kendall et Phyllis Frelich.